# Кафано!
Кафано! је једанаести студијски албум фолк певачице Мире Шкорић, издат 2001. године за Гранд продакшн. Пратеће вокале на овом албуму певали су Ана Бекута, Александра Радовић, Ивана Петерс, Соња Митровић Хани, Буба Мирановић, Сања Малетић и Цеца Славковић. Специјални гост на албуму је био хармоникаш Мирољуб Аранђеловић Кемиш. На албум је радио и Марко Кон. На албуму се налази песма 2 олује, дует са Жељком Бебеком.

## Списак песама
| №   | Назив                    | Текст            | Музика          | Трајање |  |
| 1.  | Кафано                   | Владимир Граић   | Владимир Граић  |         |  |
| 2.  | Ђаво нек те носи         | Александар Кобац | Дарус Деспот    |         |  |
| 3.  | Сви сте ви мушкарци исти | Пера Стокановић  | Пера Стокановић |         |  |
| 4.  | Од месеца до месеца      | Дарус Деспот     | Дарус Деспот    |         |  |
| 5.  | Сама остаћу              | Александар Кобац | Владимир Граић  |         |  |
| 6.  | Не би била ја            | Александар Кобац | Дадо 30         |         |  |
| 7.  | 2 Олује                  | Александар Кобац | Владимир Граић  |         |  |
| 8.  | Гени                     | Александар Кобац | Пера Стокановић |         |  |
| 9.  | Пуко ми је филм          | Александар Кобац | Пера Стокановић |         |  |
| 10. | Поднеси то               | Ана Домазет      | Пера Стокановић |         |  |
| 11. | Отето проклето           | Ана Домазет      | Дарус Деспот    |         |  |
| 12. | Пробуди се срце          | Александар Кобац | Пера Стокановић |         |  |